# Kullimaa (Türi)
Kullimaa – wieś w Estonii, prowincji Järva, w gminie Türi.